# Яковцево (Нижньогородська область)
Яковцево (рос. Яковцево) — село в Вачському районі Нижньогородської області Російської Федерації.
Населення становить 396 осіб. Входить до складу муніципального утворення Новосельська сільрада.

## Історія
Від 2009 року входить до складу муніципального утворення Новосельська сільрада.

## Населення
| 1859 | 1897  | 1905  | 1926  | 1999 | 2002 | 2010 |
| ---- | ----- | ----- | ----- | ---- | ---- | ---- |
| 1133 | ↘1019 | ↗1174 | ↘1078 | ↘465 | ↘434 | ↘396 |